# Daïra de Bougara
La daïra de Bougara est une daïra d'Algérie située dans la wilaya de Blida et dont le chef-lieu est la ville éponyme de Bougara, ⴱⵓ ⴳⴻⵔⵔⴰ, Bu Gerra.

## Communes de la daïra
La daïra est composée de trois communes : Bougara, Hammam Melouane et Ouled Slama.

## Géographie
|                                       | Daïra de Baraki (Wilaya d'Alger)    |                                   |
| Daïra de Bouinan, Daïra d'Ouled Yaïch | Daïra de Bougara                    | Daïra de Larbaa                   |
| Daïra d'Ouzera (Wilaya de Médéa)      | Daïra d'El Omaria (Wilaya de Médéa) | Daïra de Tablat (Wilaya de Médéa) |